# MS Eurodam
MS Eurodam es un crucero de la clase Vista para Holland America Line. El Eurodam es el 80 barco en ingresar al servicio de Holland America y, con 86.700 toneladas y transporte de 2.104 pasajeros, es la nave más grande de la clase Signature de Holland America, junto con su barco hermano MS Nieuw Ámsterdam. Este también tiene habilidades de posicionamiento dinámico utilizando tres impulsores de proa de 1,9 MW (2,500 hp) y dos Azipods montados en popa de 17,6 MW (23,600 hp). La generación total de energía eléctrica es de 64 MW por seis generadores diésel.

## Historial servicio
Eurodam fue bautizado por la Reina Beatriz de los Países Bajos en Róterdam, el 1 de julio de 2008 antes de embarcarse en su viaje inaugural oficial de 10 días desde Copenhague el 5 de julio.
En abril y mayo, el barco operó en el Mediterráneo y en Europa Occidental. De mayo a agosto, el barco visitó el Báltico, Noruega y las islas británicas antes de embarcarse a Canadá y Nueva Inglaterra en septiembre y octubre. Desde finales de octubre hasta principios de abril, el barco viajó en cruceros alternativos por el oeste y el este del Caribe.
A partir de 2017, de mayo a septiembre, el barco comenzó a operar Alaska dentro de los cruceros de paso desde Seattle; desde finales de octubre hasta principios de abril, viaja al oeste y este del Caribe alternante desde Fort Lauderdale. Eurodam está programado para reposicionarse en octubre de 2018 y operar desde San Diego, desde finales de octubre hasta principios de abril, y visitar México, Hawái y la Polinesia Francesa.

## Dique seco
El 4 de abril de 2011, Eurodam fue puesto en dique seco durante diez días en Freeport, Bahamas por primera vez desde su construcción en 2008. Durante este tiempo, el barco tenía pintura nueva aplicada al casco, los propulsores, unidades de propulsión Azipod, estabilizadores y accesorios del casco fueron atendidos, y se instalaron nuevas cubiertas de teca en la cubierta Lido.
Eurodam volvió a entrar en servicio el 20 de diciembre de 2015 después de un dique seco de 14 días en las Bahamas. Las modificaciones notables incluyen la reconfiguración del bufé Lido en el Lido Market, la conversión de la disco Northern Lights en el nuevo Gallery Bar, la adición del Lincoln Center Stage con programas de música de cámara todas las noches, mientras que todas las suites se renovaron con muebles nuevos, alfombras, revestimientos de paredes y productos blandos.